# امپراتور کینزو
امپراتور کینزو (به ژاپنی: 顕宗天皇 Kenzō-tennō)؛ زاده درگذشته) یک امپراتور اهل ژاپن بود.